# 世界の何だコレ!?ミステリー
『世界の何だコレ!?ミステリー』（せかいのなんだコレ!?ミステリー）は、フジテレビ系列で2015年10月21日から毎週水曜日に放送されている教養バラエティ番組。
2017年度までは19:57 - 20:54（JST）に放送されていたが、2018年度上期は19:00 - 19:57（JST）に繰り上がり、同年度下期からは19:00 - 20:00（JST）に放送されている。

## 概要
2015年4月期改編で放送を開始した『水曜歌謡祭』が改題・枠移動となったことに伴い、その後継番組として企画されたもので、当番組は超常現象やミステリーサークルなど、世界各地にはびこる様々な謎を現地取材を中心軸に描く。2015年3月3日に『カスペ!』で放送された『21世紀なのにまだまだあった!世界の何だコレ!?ミステリーSP』と、同年7月5日に放送された『世界の何だコレ!?ミステリーSP!』をレギュラー化したもの。
司会進行役には雨上がり決死隊ときゃりーぱみゅぱみゅが起用される。雨上がり決死隊は2015年9月で放送終了した『世界行ってみたらホントはこんなトコだった!?』からの起用で、かつ同番組以来半年振りに同時間に復帰し、きゃりーは、2012年に同局系（関西テレビ制作）の『キャサリン』シリーズの司会を務めたことがあるが、ゴールデンタイム枠においては初めてのレギュラー司会となる。
2016年9月28日 19:00 - 22:48に、当番組過去最長となる228分（3時間48分）の拡大版が放送された。
2016年10月12日には『世界の何だコレ!?ミステリー&有名人ギャップ大賞』（19:00 - 23:18）が、本番組と『有名人ギャップ大賞』の合体スペシャルが放送され、本番組は19:00 - 21:00に2時間の拡大版が放送された。
2018年4月改編で『おじゃMAP!!』の後継番組として、本番組は同月4日から放送時間を57分繰り上げて19:00開始に変更（ただし枠移動後初回から3回連続で21:00までの2時間SP〈20:54に飛び降り点あり〉）。なおこの改編に伴い、水曜19時台と20時台のスポンサーも入れ替わった。
2018年8月8日（フジテレビの日）には、20時台の『林修のニッポンドリル』との合体スペシャルが放送された（19:00 - 21:00〈一部系列局は20:54に飛び降り〉）。以降も不定期で合体スペシャルが放送されていた。
2018年10月からは20時台のフライングスタートが廃止されて、20:00終了となった。
2019年6月24日に、宮迫博之による闇営業問題で当時の所属事務所・吉本興業から当面の間芸能活動謹慎処分を受けたことを受け、出演を自粛。また、番組の予定表からも宮迫の名前が削除され、司会者の表記は蛍原ときゃりーのみが記載されている。なお、同年7月17日の放送分では、ナインティナインの岡村隆史が、8月7日放送分は千原ジュニアもゲストとして出演している。宮迫は7月19日に吉本から契約解消された。
前番組 『林修のニッポンドリル』 及び『奇跡体験! アンビリバボー』交互2時間スペシャル（19:00 - 21:00）の放送を行う傾向がある。
2020年11月18日の『秋のUFO祭り!2時間SP』にて150回目の放送となった。
2022年2月23日には平均世帯視聴率が13.0％の高数字を記録した（数字は関東地区、ビデオリサーチ日報調べ）。

## 出演者

### MC
- 蛍原徹[注 3]
- きゃりーぱみゅぱみゅ[注 4]

### 隊員
- 田中卓志隊長(アンガールズ)
- 中岡創一金庫番長(ロッチ)
- コカドケンタロウ(ロッチ)
- 鰻和弘(銀シャリ)
- 二階堂高嗣(舞祭組)[注 5]
- 宮田俊哉(舞祭組)[注 5]
- 千賀健永(舞祭組)[注 5]
- 横尾渉(舞祭組)[注 5]

## 過去の出演者

### MC
- 宮迫博之（当時雨上がり決死隊）（2015年3月3日 - 2019年6月19日）- 不祥事により降板。2年経った2021年8月17日蛍原とのコンビは解散。蛍原がピン芸人としてきゃりーとMCを担当する。

### 専門家
- 三上丈晴（ムー編集長） - 2020年4月22日放送分以降、リモート収録になってから出演していない。

## ネット局と放送時間
- 2018年4月以降、19:00からのスペシャル放送時は番組末尾の6分間がローカルセールス枠のため、フジテレビ以外の通常時フルネット局でも臨時に末尾6分除く同時ネットとなる一方、通常時末尾6分除く同時ネット局でも臨時フルネットで放送する場合がある。

| 放送対象地域   | 放送局                    | 系列                                         | 放送開始日     | 放送時間           | ネット状況 |
| -------------- | ------------------------- | -------------------------------------------- | -------------- | ------------------ | ---------- |
| 関東広域圏     | フジテレビ（CX）          | フジテレビ系列                               | 2015年10月21日 | 水曜 19:00 - 20:00 | 【制作局】 |
| 北海道         | 北海道文化放送（uhb）     | フジテレビ系列                               | 2015年10月21日 | 水曜 19:00 - 20:00 | 同時ネット |
| 岩手県         | 岩手めんこいテレビ（mit） | フジテレビ系列                               | 2015年10月21日 | 水曜 19:00 - 20:00 | 同時ネット |
| 宮城県         | 仙台放送（OX）            | フジテレビ系列                               | 2015年10月21日 | 水曜 19:00 - 20:00 | 同時ネット |
| 秋田県         | 秋田テレビ（AKT）         | フジテレビ系列                               | 2015年10月21日 | 水曜 19:00 - 20:00 | 同時ネット |
| 山形県         | さくらんぼテレビ（SAY）   | フジテレビ系列                               | 2015年10月21日 | 水曜 19:00 - 20:00 | 同時ネット |
| 福島県         | 福島テレビ（FTV）         | フジテレビ系列                               | 2015年10月21日 | 水曜 19:00 - 20:00 | 同時ネット |
| 新潟県         | NST新潟総合テレビ（NST）  | フジテレビ系列                               | 2015年10月21日 | 水曜 19:00 - 20:00 | 同時ネット |
| 長野県         | 長野放送（NBS）           | フジテレビ系列                               | 2015年10月21日 | 水曜 19:00 - 20:00 | 同時ネット |
| 静岡県         | テレビ静岡（SUT）         | フジテレビ系列                               | 2015年10月21日 | 水曜 19:00 - 20:00 | 同時ネット |
| 富山県         | 富山テレビ（BBT）         | フジテレビ系列                               | 2015年10月21日 | 水曜 19:00 - 20:00 | 同時ネット |
| 石川県         | 石川テレビ（ITC）         | フジテレビ系列                               | 2015年10月21日 | 水曜 19:00 - 20:00 | 同時ネット |
| 福井県         | 福井テレビ（FTB）         | フジテレビ系列                               | 2015年10月21日 | 水曜 19:00 - 20:00 | 同時ネット |
| 中京広域圏     | 東海テレビ（THK）         | フジテレビ系列                               | 2015年10月21日 | 水曜 19:00 - 20:00 | 同時ネット |
| 近畿広域圏     | 関西テレビ（KTV）         | フジテレビ系列                               | 2015年10月21日 | 水曜 19:00 - 20:00 | 同時ネット |
| 島根県・鳥取県 | さんいん中央テレビ（TSK） | フジテレビ系列                               | 2015年10月21日 | 水曜 19:00 - 20:00 | 同時ネット |
| 岡山県・香川県 | 岡山放送（OHK）           | フジテレビ系列                               | 2015年10月21日 | 水曜 19:00 - 20:00 | 同時ネット |
| 広島県         | テレビ新広島（TSS）       | フジテレビ系列                               | 2015年10月21日 | 水曜 19:00 - 20:00 | 同時ネット |
| 愛媛県         | テレビ愛媛（EBC）         | フジテレビ系列                               | 2015年10月21日 | 水曜 19:00 - 20:00 | 同時ネット |
| 高知県         | 高知さんさんテレビ（KSS） | フジテレビ系列                               | 2015年10月21日 | 水曜 19:00 - 20:00 | 同時ネット |
| 福岡県         | テレビ西日本（TNC）       | フジテレビ系列                               | 2015年10月21日 | 水曜 19:00 - 20:00 | 同時ネット |
| 佐賀県         | サガテレビ（STS）         | フジテレビ系列                               | 2015年10月21日 | 水曜 19:00 - 20:00 | 同時ネット |
| 長崎県         | テレビ長崎（KTN）         | フジテレビ系列                               | 2015年10月21日 | 水曜 19:00 - 20:00 | 同時ネット |
| 熊本県         | テレビくまもと（TKU）     | フジテレビ系列                               | 2015年10月21日 | 水曜 19:00 - 20:00 | 同時ネット |
| 鹿児島県       | 鹿児島テレビ（KTS）       | フジテレビ系列                               | 2015年10月21日 | 水曜 19:00 - 20:00 | 同時ネット |
| 沖縄県         | 沖縄テレビ（OTV）         | フジテレビ系列                               | 2015年10月21日 | 水曜 19:00 - 20:00 | 同時ネット |
| 宮崎県         | テレビ宮崎（UMK）         | フジテレビ系列 日本テレビ系列 テレビ朝日系列 | 2015年10月21日 | 水曜 19:00 - 20:00 | 同時ネット |
| 大分県         | テレビ大分（TOS）         | 日本テレビ系列 フジテレビ系列                | 不明           | 不定期放送         | 遅れネット |
| 青森県         | 青森テレビ（ATV）         | TBS系列                                      | 2015年11月14日 | 不定期放送         | 遅れネット |
| 山口県         | テレビ山口（tys）         | TBS系列                                      | 2016年4月6日   | 不定期放送         | 遅れネット |

### 変遷
| 期間       | 期間       | 放送時間（JST）              |
| ---------- | ---------- | ---------------------------- |
| 2015.10.21 | 2018.03.14 | 水曜日 19:57 - 20:54（57分） |
| 2018.04.04 | 2018.09.05 | 水曜日 19:00 - 19:57（57分） |
| 2018.10.10 | 現在       | 水曜日 19:00 - 20:00（60分） |

## スタッフ
- ナレーター：立木文彦、渡辺美佐
- 監修：たぐちゆたか
- 構成：山形遼介、永楽和之、須長晋之介
- 編集：川口達也・花城卓恭・森岡佑次・中島功二・馬木幸輝・渡辺健也【週替り】・椎名友教【毎週】（全員→ヌーベルアージュ）
- MA：元木綾美（ヌーベルアージュ）
- 音響効果：久坂惠紹、井上将
- TK：HELA
- タイトルCG：渡部佳宣
- HP：善波雅也
- リサーチ：犬山千香子、Pau Navarro（GPA）【毎週】、ヴィレンコミロスラワ、土屋賢人、成田美季、健之介、小暮翔、杉本優美【週替り】
- 協力：fmt、TACT（旧 アックス）、SWISHJAPAN、BULLBULL、Zeta【毎週】、MABU【週替り】
- 海外コーディネーター：GPA USA、J.U.K Media【毎週】、Hanako Kuyama、Iluko Takano、Marcos Takemura、office Katayama、石塚洋生、コスモスペース オブ アメリカ、フライメディア、DUO Creative Communications、エムエム・サイトー、メキシコ観光、Boris Bulakh【週替り】
- 編成：前田泰成（フジテレビ）
- 広報：深田梨沙（フジテレビ）
- AD：有瀧圭太、松田佳那子、井上昴、原田冴美、藤田真央、國分捕晴、佐藤柚、田中廉、松本龍
- AP：大野真希、江藤博文、小池史恵、眞篠尚子、川村公人（川村→以前は演出→一時離脱）
- ディレクター：阿部晃大、泉亮汰、一場輝、市村智哉、塩澤駿介、渋谷さくら、田辺裕之、平野正貴（阿部・平野→共に以前はAD）
- 演出：中嶋亮介、富田一伸、柿沼嘉成、北山友亮（柿沼→以前はディレクター）
- 総合演出：木伏智也
- プロデューサー：小谷直之、酒井秀樹、佐藤大樹、杉原亮一、山浦徹吾、前田知秀（佐藤・杉原・山浦→共に以前はAP、杉原→一時離脱、酒井・前田→以前は演出）
- チーフプロデューサー：朝妻一（フジテレビ、2025年7月30日-）
- 制作協力：オクタゴン
- 制作：フジテレビスタジオ戦略本部第三スタジオ（2025年7月-、以前は編成総局バラエティ制作局バラエティ制作センター）
- 制作著作：フジテレビ

### 過去のスタッフ
- ナレーター：バカボン鬼塚（一時離脱►復帰）
- 構成：渡辺学、山名宏和、木村タカヒロ、澤井直人、高尾龍一
- TP：辻本豊
- TD/SW：先崎聡、片平哲也、河野敬磨（以前はCAM）
- CAM：古俣智則、岸本正人、稲葉諒祐
- VE：須藤雅則、青野敬大、皆本翔太、横井甲児
- 音声：西尾征剛、谷保明、吹野真穏、田口翔、神田英幸
- PA：土井規右、宮本卓、小泉沙貴
- 照明：堀田耕二
- 美術プロデューサー：清水久（以前は美術）
- 美術デザイナー：岡嶋正浩
- 美術制作：若松真夢、曽根洵太朗、打矢郁、武井大浩
- 装置：鈴木匡人
- 操作：岩尾匡介
- 電飾：阿部達矢
- アクリル装飾：鈴木正樹、上野樹也
- 装飾：後藤千鶴、佐野沙織
- 生花：石井信彦
- メイク：戸沢奈月・今井美智子・齊藤沙織・椎谷紗也子・深山健太朗・田村裕子（共にM）、後藤満紀子
- 編集：三井慎一郎・相馬貴志・中野正(政)幸・斉藤良太・新保公英・青柳香織（全員→ヌーベルアージュ）、西村真嬉
- HP：ビットスタジオ
- リサーチ：伊藤英（GPA）、ライダーズ・オフィス
- 協力：エクサインターナショナル、だだだ
- 海外ロケコーディネート：エム&エム・メディアサーヴィス、MOSAIC JAPAN
- 編成：浅野翔太郎（フジテレビ）
- 広報：山本麻祐子、守田美穂、太田真紀子、平井隆、中島久美子、高橋慶哉（全員フジテレビ）
- AP：池本昌輝、佐々木亜季実（佐々木→以前は制作進行）、上岡恵莉華、仁尾俊介、堀内真理恵、林美菜、小出航、碓水容子、森美沙、島崎史夏（島崎→以前はAD）、徳田浩二
- ディレクター：井上圭、大野剛史、岡本健吾、秋山秀人、南家幸太、岡山薫、小崎市太郎、新居稚也、北島清次、根来昭人（根来→以前はAD）、稲上佳奈、山上寛人、舟木隆浩、河原悠樹、高山倖典、柿木優輝、貝瀬鉄矢、福川欣希、吉田拓矢、大和田毅（福川・吉田→共に以前はAD）
- AD：望月浩平、池田竜太、伊藤有祐、北村大輝、謝采辰、野上元気、外山由佳、齊藤弘晃、南波玲樹、チャン ミェ ネイチ、鈴木凱斗、石川嘉音、迫手岳、松枝春希、横川祥也、高橋勇人、西川彩姫、菅原里奈、金丸恒汰、山本和、時光実穂、新保奏吾、星野礼行
- 演出：番秀一郎、川口智久、卜部一哉、諏訪陽介、広瀬陽一、畑川渉（畑川→以前はディレクター）、水口智就
- プロデューサー：白鳥秀明、済本明里、井手康行、島田ひろみ（島田→2019年5月-）、佐藤圭、大谷利彦（大谷→一時離脱→復帰）、髙松明央（髙松→以前はCP）
- チーフプロデューサー：南條祐紀（フジテレビ、以前は編成企画、2025年7月9日まで）

## オープニング曲
- PCゲーム『うみねこのなく頃に』より「うみねこのなく頃に〜煉獄〜」
作詞：波乃渉 作曲：志方あきこ

## エンディング曲
- 志方あきこ「Harmonia 〜見果てぬ地へ〜」